# Колпаков, Борис Александрович
Бори́с Алекса́ндрович Колпако́в (6 июля 1917, Ижевский завод, Вятская губерния — 8 августа 1990, Курган) — советский театральный актёр, народный артист РСФСР (1972), участник Советско-японской войны, старшина.

## Биография
Борис Александрович Колпаков родился 6 июля 1917 года в посёлке Ижевский завод Сарапульского уезда Вятской губернии, ныне город Ижевск — административный центр Удмуртской Республики.
После окончания школы ФЗУ работал на заводе.
В 1935 году окончил театральную студию в городе Горьком, играл в Можгинском русском драматическом театре (город Можга). 
В сентябре 1939 года призван в Рабоче-крестьянскую Красную армию Можгинским РВК, Удмуртской АССР. Служил на Дальнем Востоке. С 1941 года служил в должности старшины комендантской команды Отдела контрразведки «Смерш» 111-й танковой дивизии, был парторгом первичной организации ВКП(б), организатором и руководителем красноармейской самодеятельности. Участвовал в Советско-японской войне, принимал непосредственное участие в выявлении и поимке двух японских шпионов. Старшина.
После демобилизации вернулся в Можгинский театр.
С 1946 года по приглашению режиссёра театра В. И. Княжича вошёл в труппу Курганского театра драмы, стал ведущим актёром. За сорок лет сыграл более трёхсот ролей. Обладал большим творческим диапазоном, исполнял роли как ярко комедийные, так и психологического, драматического плана.
Был председателем правления областного отделения Всероссийского театрального общества, депутатом городского Совета народных депутатов, являлся членом постоянной комиссии по культуре, входил в состав художественного совета театра, избирался секретарём парторганизации театра, был председателем местного комитета.
Борис Александрович Колпаков умер 8 августа 1990 года в городе Кургане Курганской области.

## Семья
- Жена — Елена Колпакова.
- Сын — актёр Вячеслав Борисович Колпаков (27 августа 1937, Можга — 27 июня 2018, Костанай), народный артист Казахской ССР (1983), актёр Кустанайского русского драматического театра.
- Дочь — актриса Галина Борисовна Колпакова, артистка Курганского театра драмы.
- Дочь — логопед-дефектолог Надежда Борисовна Дробыш.

## Работы в театре
- «Люди, которых я видел» по пьесе С. Смирнова — безымянный солдат, старый сапёр
- «Варвары» М. Горького
- «Последняя жертва» А. Островского - Дергачев
- «Молодая гвардия» А. Фадеева - Саликовский 55
- «Угрюм река» В. Шишкова - Ибрагим
- «На всякого мудреца довольно простоты» А. Островского - Мамаев
- «Протокол одного заседания» А. Гельмана - Батарцев
- «Трактирщица» К.Гольдонни - Альбафьоритто
- «Власть тьмы» А.Толстого - Аким
- «Бесприданница» А. Островского - Робинзон
- «Волки и овцы» - Лыняев
- «Доходное место» - Юсов
- «Василиса Мелентьева»- Иван Грозный
- «Любовь Яровая» К. Тренева - Горностаев
- «Третья Патетическая» - В.И. Ленин
- «Характеры» В.Шукшина - Наум Евстигнеевич
- «Прощание в июне» А.Вампилова - Золотуев
- «Мещане» М. Горького (1977)
- «Бывшие» Г.Бакланова - Портнов
- «В списках не значился» Б. Васильева (1977) - Степан Матвеевич, старшина
- «Коварство и любовь» Ф. Шиллера (1984) - Миллер, учитель музыки
- «Возвращение на круги своя» И. Друцэ (1978) - Лев Толстой

## Награды и премии
- Заслуженный артист РСФСР, 30 октября 1958 года
- Народный артист РСФСР, 9 февраля 1972 года
- Орден Отечественной войны II степени, 6 апреля 1985 года[3]
- Орден Трудового Красного Знамени
- Орден Дружбы народов
- Орден Красной Звезды, 20 августа 1945 года[4])
- Почётный гражданин города Кургана, 1977 год
- медали.